# Jacobson-radicaal
In de abstracte algebra, meer specifiek de ringtheorie, een deelgebied van de wiskunde, bestaat het Jacobson-radicaal van een ring {\displaystyle R} uit die elementen in {\displaystyle R} die alle enkelvoudige rechter {\displaystyle R}-modulen annihileren. Op alternatieve wijze kan men het Jacobson-radicaal van een ring ook met "linker" in plaats van "rechter" uit de vorige zin definiëren. Aangezien de annihilator van een (rechter/linker) moduul over een ring noodzakelijkerwijs een (dubbelzijdig) ideaal van deze ring is, is het Jacobson-radicaal noodzakelijkerwijs een (dubbelzijdig) ideaal. Het Jacobson-radicaal van een ring wordt vaak aangeduid met {\displaystyle J(R)}.
Het concept is genoemd naar Nathan Jacobson, de eerste die het Jacobson-radicaal bestudeerde.

## Voetnoten
1. 1 2 3  Isaacs, blz. 179
2. ↑  Isaacs, stelling 13.8, blz. 182

## Referentie
- I. Martin Isaacs (1993). Algebra, a graduate course, 1e uitgave. Brooks/Cole Publishing Company. ISBN 0-534-19002-2.